# 曉譽

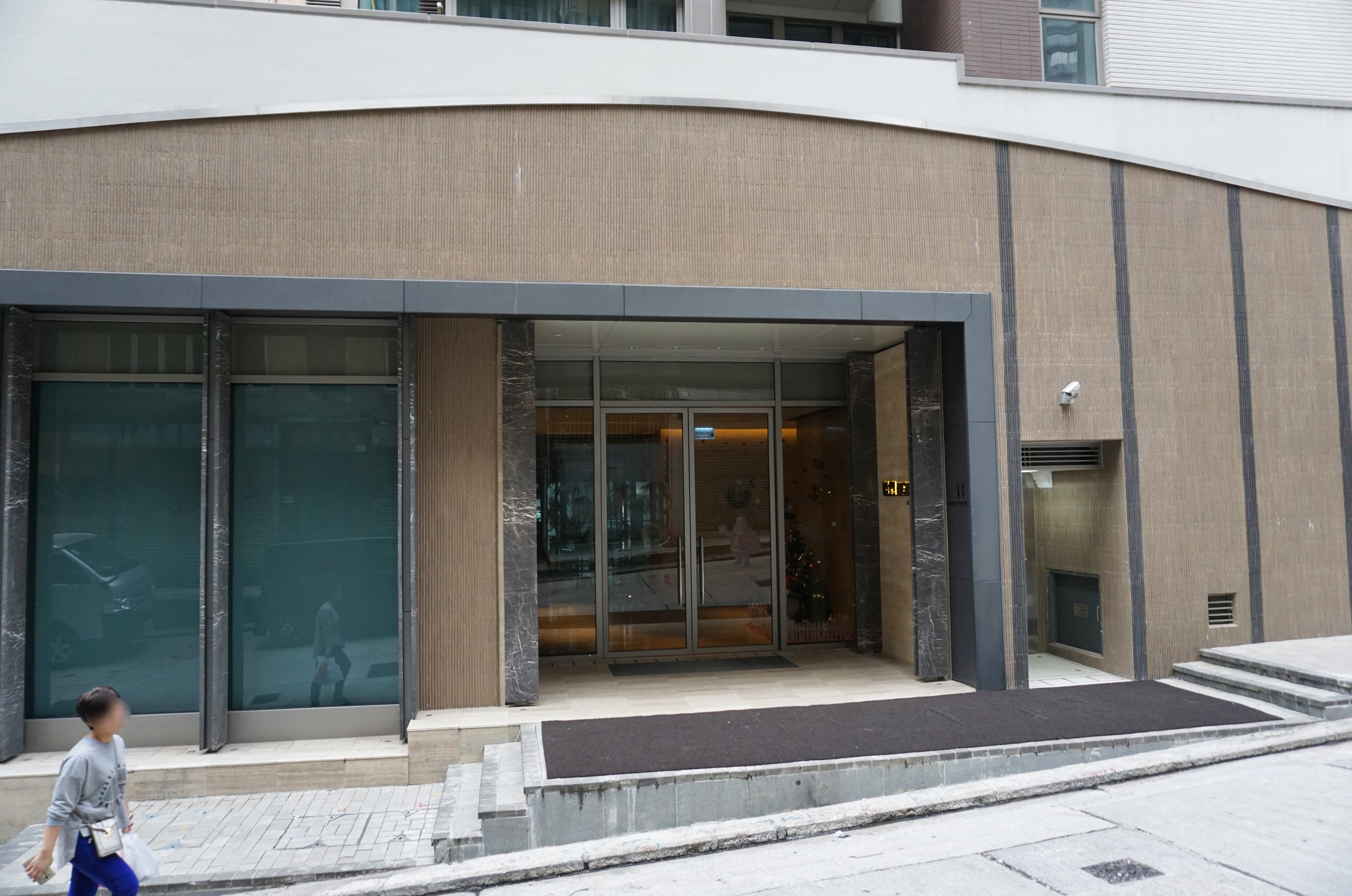
曉譽入口

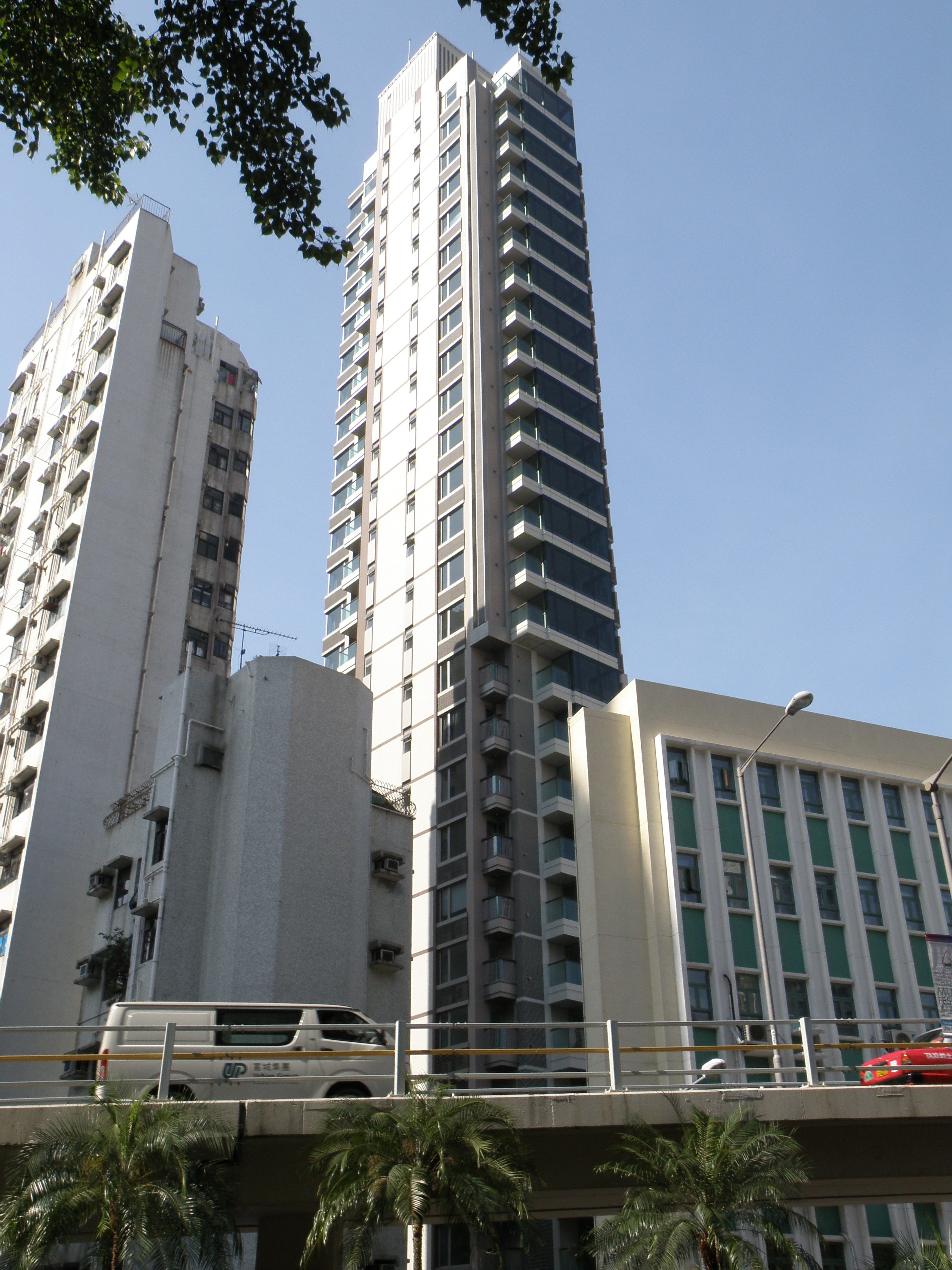
曉譽（中）

曉譽（英語：High West）是香港一個私人屋苑，位於香港島石塘咀加倫臺36號，鄰接保德街，由恆基兆業地產發展及興建，屬於「The H Collection」系列之一，於2014年尾落成。曉譽有1座樓宇，樓高30層，提供133個住宅單位，設有住客會所。單位的建築面積約由400至1,200平方呎，樓底高約由3至3.45米，設有1房、1房連儲物房及2房單位，並設有「限量特色戶」。部份高層單位可遠望維多利亞港或龍虎山等景色。

## 設計
曉譽採用雙正面向設計，並用大量玻璃作為外牆設計，以灰色、白色和古銅色作主調。住宅樓宇設有兩個入口，分別於加倫臺及保德街，以保德街入口作為正門，而加倫臺入口設有升降機往返住宅大堂。住宅樓高30層，由1樓至35樓，當中不設4、13、14、24及34字樓層。1樓至30樓定為「標準層住宅單位」，31樓至35樓定為「行政樓層住宅單位」。單位一般以1房（附開放式廚房）、1房連儲物房及2房設計，35樓則以「限量特色戶」設計：兩房連套房及3房連套房。而各層單位均設有露台，1樓單位另有私家平台，35樓單位則另有平台及天台。

## 設施

### 住宅單位設備
曉譽各單位均裝設各種家具設備，包括：
各單位大門採用實心木門並裝有指紋門鎖。而廚房裝有組合廚櫃及LED電視機，並設有抽氣系統。浴室則裝有換氣暖風機、LED電視機、天花喇叭及各配件。在各房間均裝有分體式冷氣機，以及配備恆溫熱水爐。另外，各單位特別裝設一些廚房及浴室設備，分別裝有：微波爐、抽油煙機、煤氣煮食爐、雪櫃、二合一洗衣乾衣機、浴室淋雨式花洒、座廁及洗面盆等。而1樓至18樓A、B及C單位的廚櫃附設隱藏式摺合餐檯，1樓至18樓C單位則採用電磁爐，35樓單位另外附設電燒烤架、咖啡機及蒸爐。

### 智能家居系統
各單位均設有互動家電遙控系統，利用輕觸式屏幕可與訪客進行視像對話，亦可遙控客飯廳及睡房的燈光開關、操控空調設備等，還可使用智能電話控制智能家居系統功能。另外，可透過屏幕閱讀屋苑資訊及通告，而於31樓至35樓單位更設有無線平安鐘及呼叫升降機功能。

### 住客會所
曉譽的住客會所設於地下大堂，設有燒烤場、運動室、健身室、閱讀室及多用途室。

## 鄰近地方
- 香港大學
- 石塘咀市政大廈
- 龍虎山郊野公園

## 外部連結
- 曉譽官方網頁